# Ясна Поляна (Зубово-Полянський район)
Я́сна Поля́на (рос. Ясная Поляна, ерз. Валда Кужа) — селище у складі Зубово-Полянського району Мордовії, Росія. Входить до складу Зубово-Полянського міського поселення.
Населення — 465 осіб (2010; 428 у 2002).
Національний склад (станом на 2002 рік):
- мокшани — 79 %